# Vandemataram Srinivas
Vandemataram Srinivas (Telugu: వందేమాతరం శ్రీనివాస్) (6 de enero de 1966 en Khammam, Andhra Pradesh), es un actor, cantante de playback, director de cine y música indio. Uno de los artistas más reconocidos en su país de origen, también es un gran experto en manejo de diferentes instrumentos musicales como los teclados, saxofón, flauta, violín, violas, arpas, tambores, bajo, maracas, guitarras, piano, órgano y percusión.

## Premios
- Premio Filmfare Best Male reproducción (Telugu) - Aaha
- Premio al Mejor Director Nandi Music 3 veces ganador películas son: Osey Ramulamma, Swayamvaram, Devullu.
- Premio a la Mejor Nandi Male Reproducción Premio Cantante 2 veces las películas son: Sri Ramulayya y Orey Rickshaw.

## Filmografía

### Composición
| Película                      | Año  | Comentarios |
| ----------------------------- | ---- | ----------- |
| Telugammayi                   | 2011 |             |
| Seema Tapakai                 | 2011 |             |
| Amma Leni Puttillu            | 2010 |             |
| Badmash                       | 2010 |             |
| Anjani Puturud                | 2009 |             |
| Erra Samudram                 | 2008 |             |
| Gajibiji                      | 2008 |             |
| SeemaShastri                  | 2007 |             |
| Samanyudu                     | 2006 |             |
| Sammakka Saarakka             | 2005 |             |
| Sankharavam                   | 2004 |             |
| Chantigadu                    | 2003 |             |
| Postman                       | 2003 |             |
| Aayudham                      | 2003 |             |
| Ammulu                        | 2003 |             |
| Missamma                      | 2003 |             |
| Fools                         | 2003 |             |
| Kubusam                       | 2002 |             |
| Chirujallu                    | 2001 |             |
| Orey Thammudu                 | 2001 |             |
| Apparao Ki Oka Nela Thappindi | 2001 |             |
| Devullu                       | 2001 |             |
| Adavi Chukka                  | 2000 |             |
| Kante Koothurne Kanu          | 2000 |             |
| Jayam Manade Raa              | 2000 |             |
| Swayamvaram                   | 1999 |             |
| Yamajathakudu                 | 1999 |             |
| Aaha                          | 1998 |             |
| Pelli Pandiri                 | 1998 |             |
| Priyamaina Srivaaru           | 1997 |             |
| Maa Aayana Bangaram           | 1997 |             |
| Osey Ramulamma                | 1997 |             |
| Ore Rickshaw                  | 1995 |             |
| Amma Na Kodala                | 1995 |             |

### Cantante de playback
Poru Telangana (2012)
- Kante Koothurne Kanu (2000)
- Adavi Chukka (2000)
- Aawaragaadu (2000)
- Aaha (1998)
- Sri Ramulayya (1998)
- Prema Lekha (1996)
- Money Money (1995)
- Ore Rickshaw (1995)
- Vande Mataram (1985) (Debut)

### Como actor
- Ammulu (2003) .... Kishtaiah

### Como director
- Badmash (2010)